# Capadero, Veracruz
Capadero är en ort i Mexiko.   Den ligger i kommunen Huayacocotla och delstaten Veracruz, i den sydöstra delen av landet, 130 km nordost om huvudstaden Mexico City. Capadero ligger 2 126 meter över havet och antalet invånare är 169.
Terrängen runt Capadero är huvudsakligen kuperad, men åt nordost är den bergig. Terrängen runt Capadero sluttar västerut. Runt Capadero är det ganska glesbefolkat, med 43 invånare per kvadratkilometer. Närmaste större samhälle är Carbonero Jacales, 3,3 km öster om Capadero. I omgivningarna runt Capadero växer huvudsakligen savannskog.